# فرانچسکو فورته (بازیکن فوتبال، زاده ۱۹۹۸)
فرانچسکو فورته (انگلیسی: Francesco Forte؛ زادهٔ ۱۳ نوامبر ۱۹۹۸) بازیکن فوتبال است.
از باشگاه‌هایی که در آن بازی کرده‌است می‌توان به باشگاه فوتبال دلفینو پسکارا اشاره کرد.